# Ніджгорі
Ніджгорі (груз. ნიჯგორი) — село в Грузії.
За даними перепису населення 2014 року в селі проживає 294 особи.